# Euroliga 2020-21
La temporada 2020-21 de la Turkish Airlines EuroLeague (la máxima competición de clubes de baloncesto de Europa) fue la 21.ª edición de la Euroliga de baloncesto, organizada por la Euroleague Basketball y la décima bajo el patrocinio comercial de Turkish Airlines. Incluyendo la competición previa de la Copa de Europa de la FIBA, fue la 64.ª edición de la máxima competición del baloncesto masculino de clubes europeos.
La temporada empezó el 1 de octubre de 2020 y finalizó el 30 de mayo de 2021.

## Equipos
Un total de dieciocho equipos participan esta temporada. Las etiquetas en los paréntesis muestran cómo cada equipo se ha clasificado. Trece equipos ya estaban clasificados como clubes con una licencia, mientras que cinco están como clubes asociados, basado en sus méritos.
- LLP: Clasificado como club autorizado con una licencia de plazo largo.
- 1.º, 2.º, etc.: clasificado a través de su liga doméstica según su posición final tras playoffs.
- EC: clasificado como campeón de la EuroCup.
- WC: tarjeta de invitación.

NOTA: Olympiacos no jugará en una liga doméstica debido a penas, pero quedará en el Euroleague.
| Liga regular                            | Liga regular                   | Liga regular                    | Liga regular                           | Liga regular |
| --------------------------------------- | ------------------------------ | ------------------------------- | -------------------------------------- | ------------ |
| Kirolbet Baskonia Vitoria Gasteiz (LLP) | Anadolu Efes Istanbul (LLP)    | Panathinaikos OPAP Athens (LLP) | AX Armani Exchange Olimpia Milan (LLP) |              |
| FC Barcelona (LLP)                      | Fenerbahçe Beko Istanbul (LLP) | Olympiakos Piraeus (LLP)        | Žalgiris Kaunas (LLP)                  |              |
| Real Madrid (LLP)                       | Khimki Moscow Region (2º)      | FC Bayern Munich (LLP)          | Maccabi FOX Tel Aviv (LLP)             |              |
| Valencia Basket (EC)                    | CSKA Moscow CV (LLP)           | ALBA Berlin (2º)                | Crvena Zvezda mts Belgrado (1º)        |              |
| ASVEL Villeurbanne (LLP)                | Zenit St Petersburg (WC)       |                                 |                                        |              |

### Sedes
| Equipo                            | Ciudad          | Pabellón                     | Capacidad |
| --------------------------------- | --------------- | ---------------------------- | --------- |
| ALBA Berlin                       | Berlín          | Mercedes-Benz Arena          | 14 500    |
| Anadolu Efes Istanbul             | Estambul        | Sinan Erdem Dome             | 16 000    |
| ASVEL Villeurbanne                | Villeurbanne    | Astroballe                   | 5556      |
| AX Armani Exchange Olimpia Milan  | Milán           | Mediolanum Forum             | 12 700    |
| FC Barcelona                      | Barcelona       | Palau Blaugrana              | 7585      |
| FC Bayern Munich                  | Múnich          | Audi Dome                    | 6700      |
| Crvena Zvezda mts Belgrado        | Belgrado        | Štark Arena                  | 18 368    |
| CSKA Moscow                       | Moscú           | Megasport Arena              | 13 344    |
| Fenerbahçe Beko Istanbul          | Estambul        | Ülker Sports Arena           | 13 059    |
| Khimki Moscow Region              | Khimki          | Mytishchi Arena              | 7280      |
| Kirolbet Baskonia Vitoria Gasteiz | Vitoria         | Fernando Buesa Arena         | 15 504    |
| Maccabi Playtika Tel Aviv         | Tel Aviv        | Menora Mivtachim Arena       | 10 383    |
| Olympiakos Piraeus                | Piraeus         | Peace and Friendship Stadium | 11 640    |
| Panathinaikos OPAP Athens         | Atenas          | Olympic Sports Center Athens | 18 989    |
| Real Madrid                       | Madrid          | WiZink Center                | 15 000    |
| Valencia Basket                   | Valencia        | Fuente de San Luis           | 9000      |
| Žalgiris Kaunas                   | Kaunas          | Žalgirio Arena               | 15 552    |
| Zenit St Petersburg               | San Petersburgo | Sibur Arena                  | 7120      |

### Arbitraje
Los árbitros de cada partido fueron designados por una comisión creada para tal objetivo e integrada por representantes de la ULEB, se muestra entre paréntesis su antigüedad en la categoría en caso de conocerse. En la temporada 2020/21, los 70 colegiados de la categoría serán los siguientes, con 6 nuevas incorporaciones (Benjamin Barth, Gentian Cici, Huseyin Celik, Luka Kardum, Kristaps Konstantinovs, y Stanislav Valeev):
- Aare Halliko
- Amit Balak
- Anne Panther (4)
- Artem Lavrukhin (1)
- Artūras Šukys
- Benjamin Barth
- Benjamín Jiménez
- Borys Ryzhyk (23)
- Carlos Cortés Rey (7)
- Carlos Peruga
- Carmelo Paternicò (17)
- Christos Christodoulou (20)
- Damir Javor (12)
- Daniel Hierrezuelo (19)
- Denis Hadžić (1)
- Eduard Udyanskyy
- Elias Koromilas (13)
- Emilio Pérez Pizarro
- Emin Moğulkoç
- Fernando Rocha (25)
- Gentian Cici
- Gytis Vilius
- Hugues Thépénier
- Huseyin Celik
- Igor Dragojević
- Ilija Belošević (23)
- Ingus Baumanis
- Ioannis Foufis
- Jakub Zamojski (20)
- Jordi Aliaga (2)
- Joseph Bissang
- Josip Radojković
- Juan Carlos García González
- Jurgis Laurinavičius
- Kristaps Konstantinovs
- Luigi Lamonica (24)
- Luka Kardum
- Marcin Kowalski
- Mario Majkić
- Marko Juras
- Matej Boltauzer (16)
- Mehdi Difallah (3)
- Michele Rossi
- Miguel Ángel Pérez Pérez
- Milan Nedović
- Milivoje Jovčić (25)
- Miloš Koljenšić
- Mykola Ambrosov
- Nick Van den Broeck
- Oļegs Latiševs (13)
- Petri Mäntylä (19)
- Piotr Pastusiak (7)
- Rain Peerandi
- Robert Lottermoser (16)
- Robert Vyklický
- Saša Pukl (19)
- Sašo Petek
- Saulius Racys
- Sébastien Clivaz (1)
- Seffi Shemmesh
- Sérgio Silva
- Sinan Isguder
- Spiros Gkontas (19)
- Sreten Radović (13)
- Stanislav Valeev
- Tomasz Trawicki
- Tomislav Hordov (6)
- Uroš Nikolić
- Uroš Obrknežević
- Vasiliki Tsaroucha (1)

## Liga regular

### Clasificación
Todos los participantes debían enfrentarse entre sí en una liga a ida y vuelta de 34 jornadas.
|                                                             | Equipo                                         | G  | P  | PF   | PC   | DP   |
| ----------------------------------------------------------- | ---------------------------------------------- | -- | -- | ---- | ---- | ---- |
| 1                                                           | FC Barcelona (clasificado)                     | 24 | 10 | 2706 | 2469 | 237  |
| 2                                                           | CSKA Moscow (clasificado)                      | 24 | 10 | 2817 | 2662 | 155  |
| 3                                                           | Anadolu Efes Istanbul (clasificado)            | 22 | 12 | 2838 | 2604 | 234  |
| 4                                                           | AX Armani Exchange Olimpia Milan (clasificado) | 21 | 13 | 2720 | 2599 | 121  |
| 5                                                           | FC Bayern Munich (clasificado)                 | 21 | 13 | 2633 | 2599 | 34   |
| 6                                                           | Real Madrid (clasificado)                      | 20 | 14 | 2667 | 2593 | 74   |
| 7                                                           | Fenerbahçe Beko Istanbul (clasificado)         | 20 | 14 | 2661 | 2679 | -18  |
| 8                                                           | Zenit de San Petersburgo (clasificado)         | 20 | 14 | 2670 | 2547 | 123  |
| 9                                                           | Valencia Basket                                | 19 | 15 | 2762 | 2743 | 19   |
| 10                                                          | Kirolbet Baskonia Vitoria Gasteiz              | 18 | 16 | 2742 | 2619 | 123  |
| 11                                                          | Žalgiris Kaunas                                | 17 | 17 | 2630 | 2645 | -15  |
| 12                                                          | Olympiakos Piraeus                             | 16 | 18 | 2628 | 2674 | -46  |
| 13                                                          | Maccabi Playtika Tel Aviv                      | 14 | 20 | 2608 | 2642 | -34  |
| 14                                                          | ASVEL Villeurbanne                             | 13 | 21 | 2590 | 2714 | -124 |
| 15                                                          | ALBA Berlin                                    | 12 | 22 | 2652 | 2790 | -138 |
| 16                                                          | Panathinaikos OPAP Athens                      | 11 | 23 | 2656 | 2782 | -126 |
| 17                                                          | Crvena Zvezda mts Belgrado                     | 10 | 24 | 2499 | 2684 | -185 |
| 18                                                          | Khimki Moscow Region                           | 4  | 30 | 2616 | 3050 | -434 |
| Fuente: EuroLeague: Clasificación; actualización automática |                                                |    |    |      |      |      |

### Resultados
| Local \ Visitante          | BER    | EFS     | AXM    | FCB    | BAY    | CZV   | CSK     | FNB    | KHI    | ASV   | MTA   | OLY    | PAO    | RMB   | BAS   | VBC   | ZAL   | ZEN   |
| -------------------------- | ------ | ------- | ------ | ------ | ------ | ----- | ------- | ------ | ------ | ----- | ----- | ------ | ------ | ----- | ----- | ----- | ----- | ----- |
| ALBA Berlin                | —      | 72–93   | 70–84  | 67–103 | 72–90  | 81–58 | 68–71   | 89–63  | 100–80 | 76–75 | 73–85 | 80–84  | 74–65  | 63–72 | 95–91 | 86–90 | 71–74 | 66–73 |
| Anadolu Efes               | 84–76  | —       | 69–72  | 86–79  | 71–74  | 86–72 | 100–70  | 71–80  | 99–60  | 72–68 | 91–89 | 76–53  | 85–65  | 65–73 | 59–77 | 99–83 | 89–62 | 69–73 |
| A\|X Armani Exchange Milan | 75–55  | 98–75   | —      | 56–72  | 75–51  | 79–87 | 87–91   | 92–100 | 84–74  | 87–73 | 87–68 | 90–79  | 77–80  | 78–70 | 79–84 | 95–80 | 98–92 | 82–76 |
| FC Barcelona               | 80–67  | 86–88   | 87–71  | —      | 72–82  | 76–65 | 76–66   | 97–55  | 87–74  | 69–76 | 67–68 | 88–96  | 97–89  | 79–72 | 71–57 | 89–72 | 86–62 | 85–81 |
| Bayern Munich              | 101–95 | 80–79   | 79–81  | 90–77  | —      | 74–59 | 81–89   | 68–77  | 80–77  | 76–62 | 72–70 | 74–68  | 76–71  | 76–81 | 77–66 | 90–79 | 71–70 | 82–80 |
| Crvena zvezda mts          | 84–90  | 64–75   | 72–93  | 60–72  | 76–78  | —     | 86–84   | 71–73  | 92–81  | 78–81 | 76–64 | 79–81  | 74–71  | 67–73 | 90–73 | 76–73 | 69–75 | 75–76 |
| CSKA Moscú                 | 88–93  | 100–65  | 76–84  | 75–88  | 66–69  | 87–72 | —       | 83–89  | 97–72  | 88–70 | 76–72 | 80–61  | 93–86  | 74–73 | 89–86 | 84–75 | 83–73 | 83–65 |
| Fenerbahçe Beko            | 89–84  | 74–106  | 71–79  | 73–82  | 71–75  | 77–63 | 77–78   | —      | 83–71  | 81–59 | 82–75 | 84–77  | 100–74 | 67–93 | 96–76 | 86–90 | 84–61 | 92–84 |
| Khimki                     | 81–100 | 77–105  | 93–102 | 75–87  | 93–95  | 83–77 | 87–96   | 76–107 | —      | 87–85 | 87–89 | 88–105 | 76–78  | 78–77 | 67–89 | 68–77 | 70–84 | 70–91 |
| LDLC ASVEL                 | 89–95  | 80–102  | 78–69  | 80–68  | 87–79  | 68–89 | 78–87   | 86–90  | 90–84  | —     | 84–81 | 93–101 | 97–73  | 71–74 | 83–77 | 90–77 | 74–83 | 53–66 |
| Maccabi Tel Aviv           | 80–73  | 66–90   | 85–86  | 99–94  | 82–85  | 81–76 | 80–84   | 65–75  | 92–62  | 67–74 | —     | 87–89  | 89–81  | 86–84 | 91–82 | 84–72 | 85–57 | 72–78 |
| Olympiacos                 | 75–71  | 79–84   | 86–75  | 74–76  | 84–82  | 94–79 | 74–75   | 71–76  | 82–75  | 63–69 | 85–82 | —      | 77–88  | 82–86 | 76–90 | 85–96 | 67–68 | 75–61 |
| Panathinaikos OPAP         | 92–69  | 77–80   | 86–83  | 77–85  | 83–76  | 82–86 | 83–89   | 82–68  | 94–78  | 88–71 | 81–63 | 71–78  | —      | 93–97 | 82–97 | 91–72 | 69–81 | 77–89 |
| Real Madrid                | 91–62  | 83–108  | 76–80  | 76–81  | 100–82 | 77–79 | 89–96   | 94–74  | 94–85  | 91–84 | 79–63 | 72–63  | 76–66  | —     | 64–84 | 77–93 | 70–58 | 79–72 |
| TD Systems Baskonia        | 77–84  | 101–111 | 86–69  | 71–72  | 78–71  | 87–67 | 95–93   | 86–68  | 77–60  | 86–88 | 63–67 | 91–66  | 93–72  | 76–63 | —     | 71–70 | 81–68 | 70–77 |
| Valencia Basket            | 92–100 | 76–74   | 86–81  | 66–71  | 83–76  | 91–71 | 105–103 | 66–52  | 88–82  | 65–63 | 82–80 | 79–88  | 95–83  | 89–78 | 86–81 | —     | 78–79 | 72–85 |
| Žalgiris                   | 96–86  | 89–73   | 64–69  | 62–73  | 74–73  | 75–62 | 78–87   | 99–62  | 102–75 | 85–75 | 81–88 | 81–79  | 93–78  | 90–93 | 92–73 | 82–94 | —     | 75–83 |
| Zenit Saint Petersburg     | 87–71  | 85–78   | 79–90  | 74–70  | 79–75  | 98–69 | 74–86   | 65–73  | 83–88  | 87–53 | 86–69 | 66–75  | 112–83 | 71–75 | 75–79 | 62–91 | 77–65 | —     |

## Fase final

### Playoffs
Los mejores ocho al final de la fase regular jugarán los Playoff de cuartos de final. Este Playoff es al mejor de cinco encuentros, con ventaja de campo para los que hubieran quedado mejor clasificados en la liga regular.
| Núm. | Equipo                           | Fecha               | Jornada | Pos. | Pos. final |
| ---- | -------------------------------- | ------------------- | ------- | ---- | ---------- |
| 1    | FC Barcelona                     | 12 de marzo de 2021 | 29      | 1º   | 1º         |
| 2    | CSKA Moscow                      | 30 de marzo de 2021 | 32      | 2º   | 2º         |
| 3    | Anadolu Efes Istanbul            | 30 de marzo de 2021 | 32      | 3º   | 3º         |
| 4    | AX Armani Exchange Olimpia Milan | 30 de marzo de 2021 | 32      | 4º   | 4º         |
| 5    | Fenerbahçe Beko Istanbul         | 30 de marzo de 2021 | 32      | 5º   | 7º         |
| 6    | FC Bayern Munich                 | 1 de abril de 2021  | 33      | 6º   | 5º         |
| 7    | Real Madrid                      | 8 de abril de 2021  | 34      | 6º   | 6º         |
| 8    | Zenit St Petersburg              | 12 de abril de 2021 | 34      | 8º   | 8º         |

| Equipo 1              | Series | Equipo 2                 | 1.er partido | 2.º partido | 3.er partido | 4.º partido | 5.º partido |
| --------------------- | ------ | ------------------------ | ------------ | ----------- | ------------ | ----------- | ----------- |
| FC Barcelona          | 3–2    | Zenit St Petersburg      | 74–76        | 81–78       | 78–70        | 61-74       | 79–53       |
| Olimpia Milano        | 3–2    | FC Bayern Munich         | 79–78        | 80–69       | 79–85        | 82-85       | 92-89       |
| CSKA Moscow           | 3–0    | Fenerbahçe Beko Istanbul | 92–76        | 78–67       | 85-68        | —           | —           |
| Anadolu Efes Istanbul | 3–2    | Real Madrid              | 90–63        | 91–68       | 76–80        | 76–82       | 88-83       |

### Final Four
La Final Four fue la etapa culminante de la Euroliga 2020-21, y se celebró en mayo de 2021. La Final Four cuenta con los cuatro ganadores de las cuatro series de Playoffs en un torneo a partido único por eliminación. Los perdedores de las semifinales juegan por el tercer puesto y cuarto puesto y los ganadores pelean por el campeonato. Las semifinales se disputaron el 28 de mayo y la final el 30 de mayo. Todos los partidos se jugaron en el Lanxess Arena, en Colonia, Alemania.
|  | Semifinales                      | Semifinales                      | Semifinales        |              |                       | Final                            | Final                            | Final              |  |
|  | 28 de mayo de 2021               | 28 de mayo de 2021               | 28 de mayo de 2021 |              |                       | 30 de mayo de 2021               | 30 de mayo de 2021               | 30 de mayo de 2021 |  |
|  |                                  |                                  |                    |              |                       |                                  |                                  |                    |  |
|  |                                  |                                  |                    |              |                       |                                  |                                  |                    |  |
|  | CSKA Moscow                      | CSKA Moscow                      | 86                 |              |                       |                                  |                                  |                    |  |
|  | CSKA Moscow                      | CSKA Moscow                      | 86                 |              |                       |                                  |                                  |                    |  |
|  | Anadolu Efes Istanbul            | Anadolu Efes Istanbul            | 89                 |              |                       |                                  |                                  |                    |  |
|  | Anadolu Efes Istanbul            | Anadolu Efes Istanbul            | 89                 |              | Anadolu Efes Istanbul | Anadolu Efes Istanbul            | 86                               |                    |  |
|  |                                  |                                  |                    |              | Anadolu Efes Istanbul | Anadolu Efes Istanbul            | 86                               |                    |  |
|  |                                  |                                  | FC Barcelona       | FC Barcelona | 81                    |                                  |                                  |                    |  |
|  | FC Barcelona                     | FC Barcelona                     | FC Barcelona       | FC Barcelona | 81                    | 84                               |                                  |                    |  |
|  | FC Barcelona                     | FC Barcelona                     |                    |              |                       | 84                               |                                  |                    |  |
|  | AX Armani Exchange Olimpia Milan | AX Armani Exchange Olimpia Milan | 82                 |              |                       | Tercer lugar                     | Tercer lugar                     | Tercer lugar       |  |
|  | AX Armani Exchange Olimpia Milan | AX Armani Exchange Olimpia Milan | 82                 |              |                       | Tercer lugar                     | Tercer lugar                     | Tercer lugar       |  |
|  |                                  |                                  |                    |              |                       |                                  |                                  |                    |  |
|  |                                  |                                  |                    |              |                       | CSKA Moscow                      | CSKA Moscow                      | 73                 |  |
|  |                                  |                                  |                    |              |                       | CSKA Moscow                      | CSKA Moscow                      | 73                 |  |
|  |                                  |                                  |                    |              |                       | AX Armani Exchange Olimpia Milan | AX Armani Exchange Olimpia Milan | 83                 |  |
|  |                                  |                                  |                    |              |                       | AX Armani Exchange Olimpia Milan | AX Armani Exchange Olimpia Milan | 83                 |  |
|  |                                  |                                  |                    |              |                       |                                  |                                  |                    |  |

| Campeones de la Euroliga 2020-2021 |
| ---------------------------------- |
| Anadolu Efes 1º título             |

## Galardones
Se listan los galardones oficiales de la Euroliga 2020–21.

### Jugador de la jornada
Liga regular
| Jornada | Jugador             | Equipo              | Val. | Ref.   |
| ------- | ------------------- | ------------------- | ---- | ------ |
| 1       | Pierriá Henry       | TD Systems Baskonia | 32   | [ 16 ] |
| 2       | Jordan Loyd         | Crvena zvezda mts   | 34   | [ 17 ] |
| 3–4     | Vladimir Lučić      | Bayern Munich       | 29   | [ 18 ] |
| 5       | Nemanja Nedović     | Panathinaikos OPAP  | 28   | [ 19 ] |
| 6       | Nikola Mirotić      | FC Barcelona        | 27   | [ 20 ] |
| 6       | Marius Grigonis     | Žalgiris            | 27   | [ 20 ] |
| 7       | Rodrigue Beaubois   | Anadolu Efes        | 36   | [ 21 ] |
| 8       | Vladimir Lučić (2)  | Bayern Munich       | 35   | [ 22 ] |
| 9–10    | Mike James          | CSKA Moscú          | 32   | [ 23 ] |
| 11      | Luke Sikma          | Alba Berlin         | 32   | [ 24 ] |
| 12      | Edy Tavares         | Real Madrid         | 29   | [ 25 ] |
| 13      | Mike James (2)      | CSKA Moscú          | 51   | [ 26 ] |
| 14–15   | Edy Tavares (2)     | Real Madrid         | 36   | [ 27 ] |
| 16      | Shane Larkin        | Anadolu Efes        | 37   | [ 28 ] |
| 17      | Wade Baldwin        | Bayern Munich       | 41   | [ 29 ] |
| 18      | Joffrey Lauvergne   | Žalgiris            | 38   | [ 30 ] |
| 19–20   | Nemanja Nedović (2) | Panathinaikos OPAP  | 33   | [ 31 ] |

### Jugador del mes
| Mes       | Jornadas | Jugador          | Equipo     | Ref.   |
| 2020      | 2020     | 2020             | 2020       | 2020   |
| --------- | -------- | ---------------- | ---------- | ------ |
| Octubre   | 1–6      | Marius Grigonis  | Žalgiris   | [ 32 ] |
| Noviembre | 7–11     | Mike James       | CSKA Moscú | [ 33 ] |
| Diciembre | 12-17    | Nikola Milutinov | CSKA Moscú | [ 34 ] |